# ديفيد لونش سكوت
ديفيد لونش سكوت هو قاضي وضابط ومحامي كندي، ولد في 21 أغسطس 1845، وتوفي في 26 يوليو 1924.